# Mimi Dancourt
Pour les articles homonymes, voir Dancourt.
Marie-Anne-Michelle Carton, dite Mimi Dancourt, est une actrice française née en 1685 et morte à Paris, le 21 mars 1780.

## Biographie
Fille cadette de Florent Carton Dancourt et de Marie-Thérèse Le Noir de La Thorillière, elle tient des rôles d'enfants en 1695. Reçue à la Comédie-Française le 13 janvier 1699, à l'âge de treize ans et demi, elle se distingue dans les rôles de soubrettes. Plus belle et plus douée que sa sœur Manon, elle crée en 1725 le rôle de la mère dans L'Indiscret de Voltaire et met fin à sa carrière trois ans plus tard.
Sa fille Françoise Catherine Thérèse Boutinon des Hayes devint la maîtresse du fermier général Alexandre Le Riche de La Pouplinière vers 1725 et l'épousa en 1737 avant d'en divorcer en novembre 1748 parce qu'elle le trompait avec le duc de Richelieu ; cette séparation suscita un petit scandale à Paris.